# Live in Japan
Live in Japan drugi je koncertni album poljskog death metal-sastava Vader. Objavljen je 1998. U Europi ga je objavila diskografska kuća System Shock, u Japanu Avalon, u Poljskoj Metal Mind Productions, a u SAD-u Pavement Music.
Live in Japan sadrži nastup sastava u klubu Quattro u Tokiju dana 31. kolovoza 1998. Miksao ga je Tomasz Bonarowski u studiju Red u Gdyniji, a masterirali su ga Mariusz Kmiołek i Andrzej Bomba.

## Popis pjesama
Glazba: Peter, osim gdje je navedeno drugačije.
| 1.    | »Damien (Intro)« (instrumentalna skladba)      |                           | Jerry Goldsmith                                     | 2:45 |
| 2.    | »Sothis«                                       | Paweł Wasilewski          |                                                     | 3:55 |
| 3.    | »Distant Dream«                                | Peter                     |                                                     | 3:17 |
| 4.    | »Black to the Blind«                           | Peter                     |                                                     | 4:15 |
| 5.    | »Silent Empire«                                | Paweł Frelik              |                                                     | 4:09 |
| 6.    | »Blood of Kingu«                               | Peter                     |                                                     | 4:39 |
| 7.    | »Carnal«                                       | Paweł Frelik              |                                                     | 2:24 |
| 8.    | »Red Passage«                                  | Paweł Wasilewski          |                                                     | 2:49 |
| 9.    | »Panzerstoss (Intro)« (instrumentalna skladba) |                           |                                                     | 1:21 |
| 10.   | »Reborn in Flames«                             | Peter                     |                                                     | 5:05 |
| 11.   | »Fractal Light«                                | Paweł Frelik              |                                                     | 2:44 |
| 12.   | »From Beyond (Intro)« (instrumentalna skladba) |                           |                                                     | 0:59 |
| 13.   | »Crucified Ones«                               | Peter                     |                                                     | 3:24 |
| 14.   | »Foetus God«                                   | Paweł Wasilewski          |                                                     | 3:00 |
| 15.   | »Black Sabbath« (obrada Black Sabbatha)        | Ozzy Osbourne             | Ozzy Osbourne, Tony Iommi, Geezer Butler, Bill Ward | 6:19 |
| 16.   | »Raining Blood« (obrada Slayera)               | Jeff Hanneman, Kerry King | Jeff Hanneman                                       | 3:48 |
| 17.   | »Omen (Intro)« (instrumentalna skladba)        |                           | Jerry Goldsmith                                     | 1:40 |
| 18.   | »Dark Age«                                     | Peter                     |                                                     | 5:00 |
| 61:33 |                                                |                           |                                                     |      |

| Bonus pjesme na japanskom izdanju | Bonus pjesme na japanskom izdanju          | Bonus pjesme na japanskom izdanju | Bonus pjesme na japanskom izdanju | Bonus pjesme na japanskom izdanju | Bonus pjesme na japanskom izdanju | Bonus pjesme na japanskom izdanju | Bonus pjesme na japanskom izdanju | Bonus pjesme na japanskom izdanju | Bonus pjesme na japanskom izdanju |
| Br.                               | Skladba                                    | Tekstopisac                       | Skladatelj                        | Trajanje                          |                                   |                                   |                                   |                                   |                                   |
| --------------------------------- | ------------------------------------------ | --------------------------------- | --------------------------------- | --------------------------------- | --------------------------------- | --------------------------------- | --------------------------------- | --------------------------------- | --------------------------------- |
| 7.                                | »Incarnation«                              | Paweł Wasilewski                  |                                   | 3:09                              |                                   |                                   |                                   |                                   |                                   |
| 13.                               | »Dethroned Emperor« (obrada Celtic Frosta) | Tom Gabriel Fischer               | Tom Gabriel Fischer               | 4:55                              |                                   |                                   |                                   |                                   |                                   |
| 69:37                             |                                            |                                   |                                   |                                   |                                   |                                   |                                   |                                   |                                   |

## Zasluge
| Vader - Peter – vokal, gitara - Mauser – gitara - Leszek Rakowski – bas-gitara - Doc – bubnjevi | Ostalo osoblje - Mariusz Kmiołek – mastering - Andrzej Bomba – mastering - Tomasz Bonarowski – miks - Jacek Wiśniewski – naslovnica albuma - Krzysztof Mierzwiński – inženjer zvuka, miks |